# Мальсагов, Муса Хаджукоевич
Муса Хаджукоевич Мальсагов (13 августа 1888, Альтиево, Терская область — не ранее 1918) — участник Первой мировой войны, всадник Ингушского конного полка «Дикой дивизии», полный Георгиевский кавалер, прапорщик.

## Биография
Мальсагов родился 13 августа 1888 года в селе Альтиево Назрановского округа. Был грамотен. По роду занятий земледелец. На момент мобилизации был женат.
В январе 1915 года во время Карпатской операции в критический момент боя восстановил связь между своей сотней и командованием полка. За это он был впоследствии награждён Георгиевским крестом 4 степени.
После взятия Станиславова Мальсагов был награждён Георгиевским крестом 3 степени № 44276 за то, что «будучи охотником, выполнил опасное полезное предприятие».
5 августа 1915 года великий князь Георгий Михайлович, в числе других отличившихся воинов полка, наградил Мальсагова Георгиевским крестом 3 степени за успешно проведённую им разведку.
В мае 1915 года, будучи в секрете, Мальсагов обнаружил наступление противника и сообщил об этом командованию, за что был награждён Георгиевским крестом 3 степени № 80100.
В бою 29 мая 1915 года у деревни Жежава Заули Цороев и Муса Мальсагов добровольно вызвали на себя огонь противника и тем способствовали выполнению боевой задачи, за что были награждены Георгиевскими крестами 2 степени.
15 сентября 1916 года приказом командующего корпусом Бельковича 108 наиболее отличившихся всадников были награждены Георгиевскими крестами. Среди них был и старший урядник Муса Мальсагов, удостоенный Георгиевского креста 1 степени.
26 июня 1917 года сотня, в которую входил Мальсагов, занимала оборону у села Циенжув. Под огнём неприятеля он ободрял своих товарищей. Когда в результате артобстрела загорелась конюшня, расположенная в селе, подпрапорщик Мальсагов бросился туда и, ликвидировав смятение, вернулся на передовую. В ходе контратаки противник был отброшен и его сотня захватила 8-дюймовое орудие. За этот бой командир полка Котиев представил Мальсагова к офицерскому званию. 14 ноября 1917 года Мальсагов был произведён в прапорщики.